# Hippolytuskerk (Hippolytushoef)
De Hippolytuskerk is een multifunctioneel kerkgebouw in de Noord-Hollandse plaats Hippolytushoef. De kerk en bijbehorende toren zijn in 1972 opgenomen in het rijksmonumentenregister. De kerk is protestants, maar wordt ook gebruikt voor tentoonstellingen en concerten.

## Exterieur
De kerk is gebouwd op een ronde, kunstmatige hoogte. Het eenbeukige bakstenen schip stamt uit de 17e eeuw. Het eerste schip, dat vermoedelijk in dezelfde stijl was gebouwd als het huidige koor, is ingestort tijdens een storm in 1674. Het gotische koor dateert uit de 14e eeuw. Het is opgetrokken met tufsteen. De onderbouw van de toren, eveneens bestaande uit tufsteen, is een restant van de oorspronkelijke kerk en dateert uit de 12e eeuw. De opbouw en spits van de toren zijn van latere datum en in baksteen opgetrokken. De gemetselde torenspits is boven de insnoering achtkantig. De muren van de toren zijn voorzien van brede bloklijsten en spaarvelden. Deze laatsten worden afgesloten door keperfriezen. Alle zijdes hebben twee rondbogige galmgaten. In de klokkenstoel hangt een klok met een diameter van 110 cm, gegoten in 1440 door Willam Butendiic. Het mechanische uurwerk is van Klokkengieterij Eijsbouts en is in 1917 vervaardigd.

## Restauraties
De kerk werd verscheidene malen gerestaureerd. Onder meer in 1839 en na instorting van het koor in 1893  door J.Th.J. Cuypers, die ook het vlakke plafond in het schip weer terugbracht tot een houten tongewelf. Andere restauraties vonden in 1998, 2001 en 2003. 

## Interieur
In de kerk bevinden zich meerdere elementen die deel uitmaken van de bescherming als rijksmonument, tenzij anders vermeld komen zij uit de 17e eeuw:
- kansel
- doophek
- banken
- ijzeren doopbogen, mogelijk 18e-eeuws
- drie koperen kroonluchters
- een in 1870 vervaardigd eenklaviers orgel van Hermanus Knipscheer
- een gebrandschilderd raam uit 1676 van Claes van der Meulen met de afbeelding van de wapens van de zeven steden van het Noorderkwartier. Dit raam herinnert aan de ondersteuning van deze steden bij de herbouw van het schip.
- een glas-in-loodraam van Piet Lont ter herinnering aan restauraties rond de eeuwwisseling en verwijzend naar het verleden en de toekomst van de kerk op het oude eiland, gelegen aan het Wad.

## Afbeeldingen

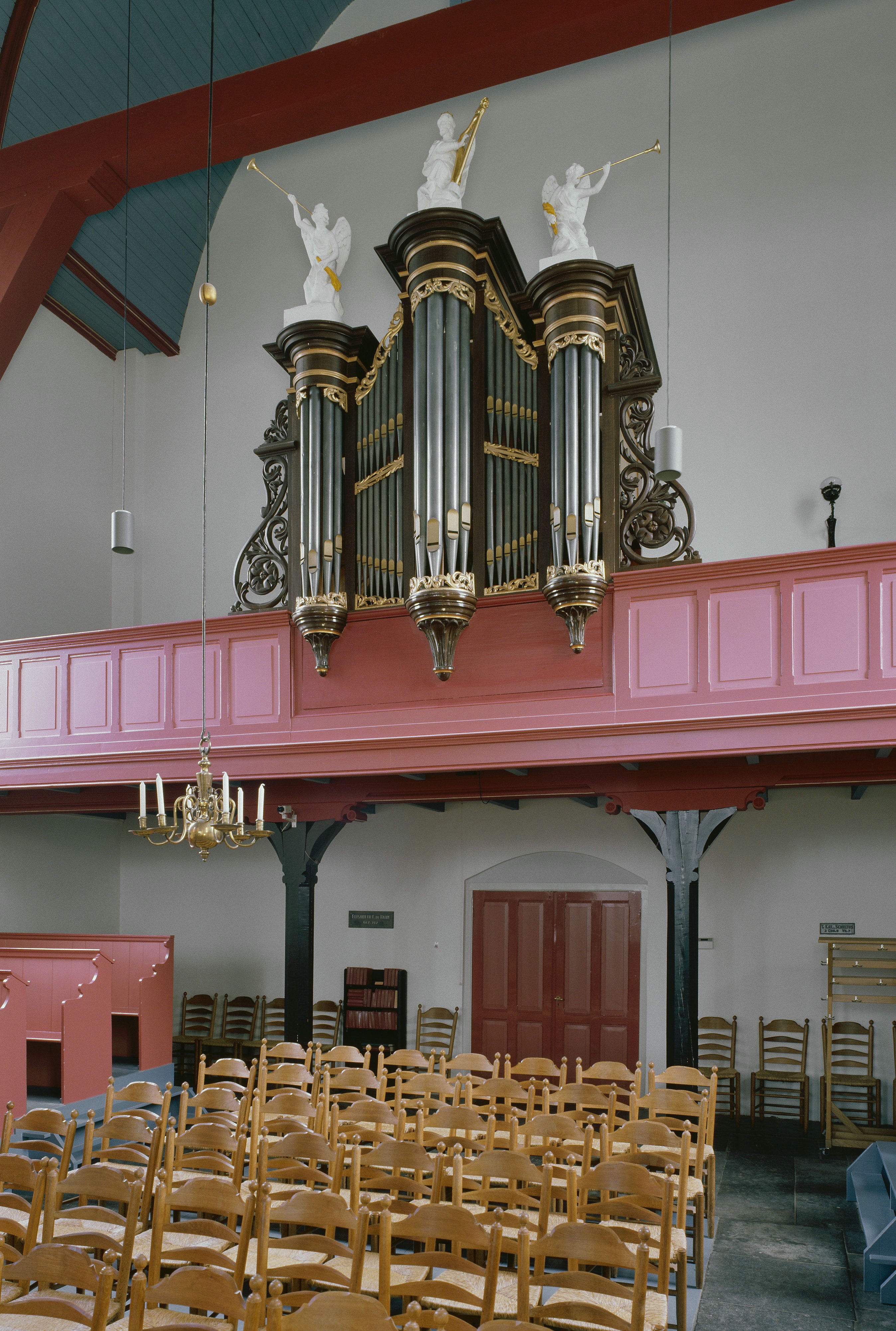
Orgel
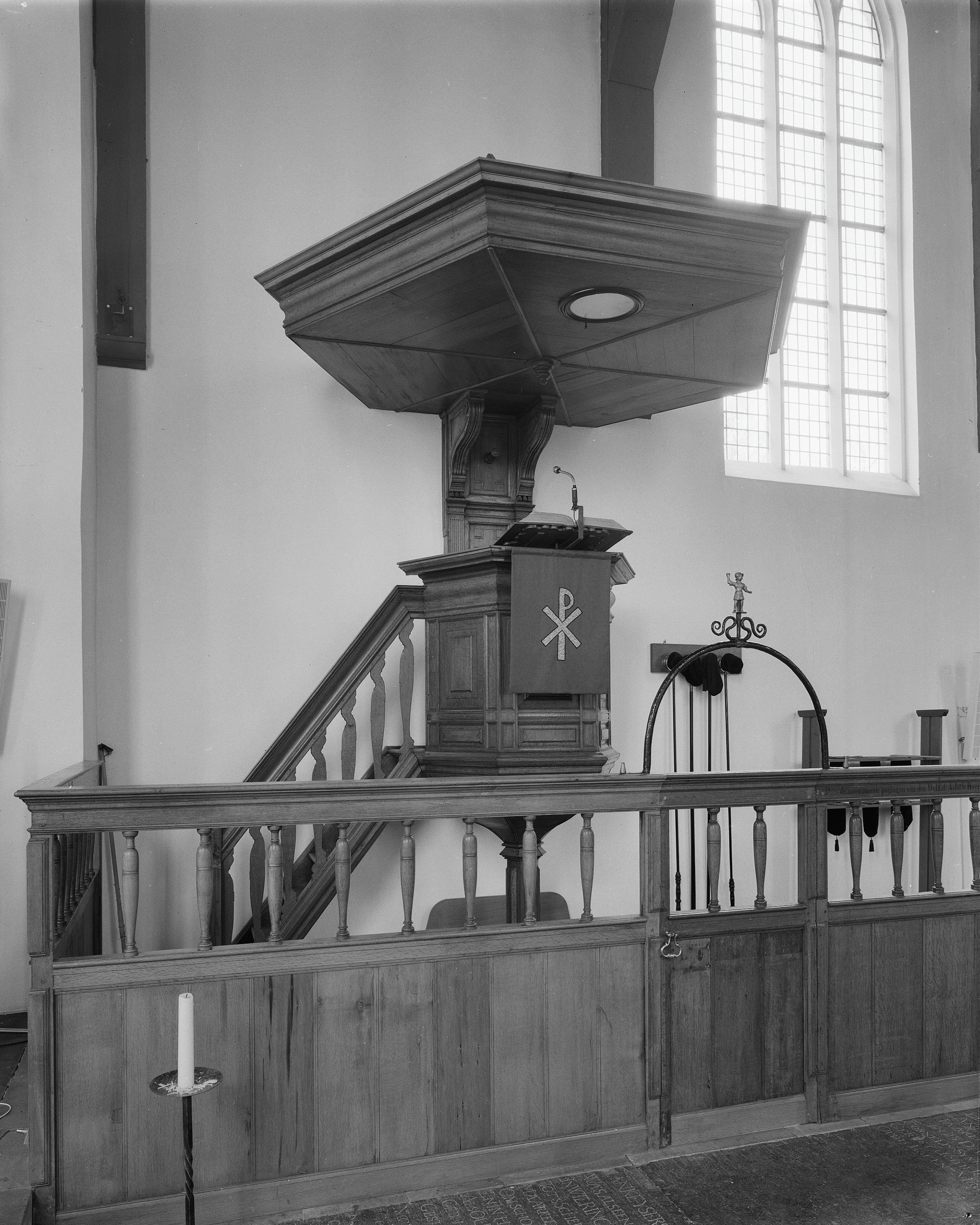
Preekstoel en doophek
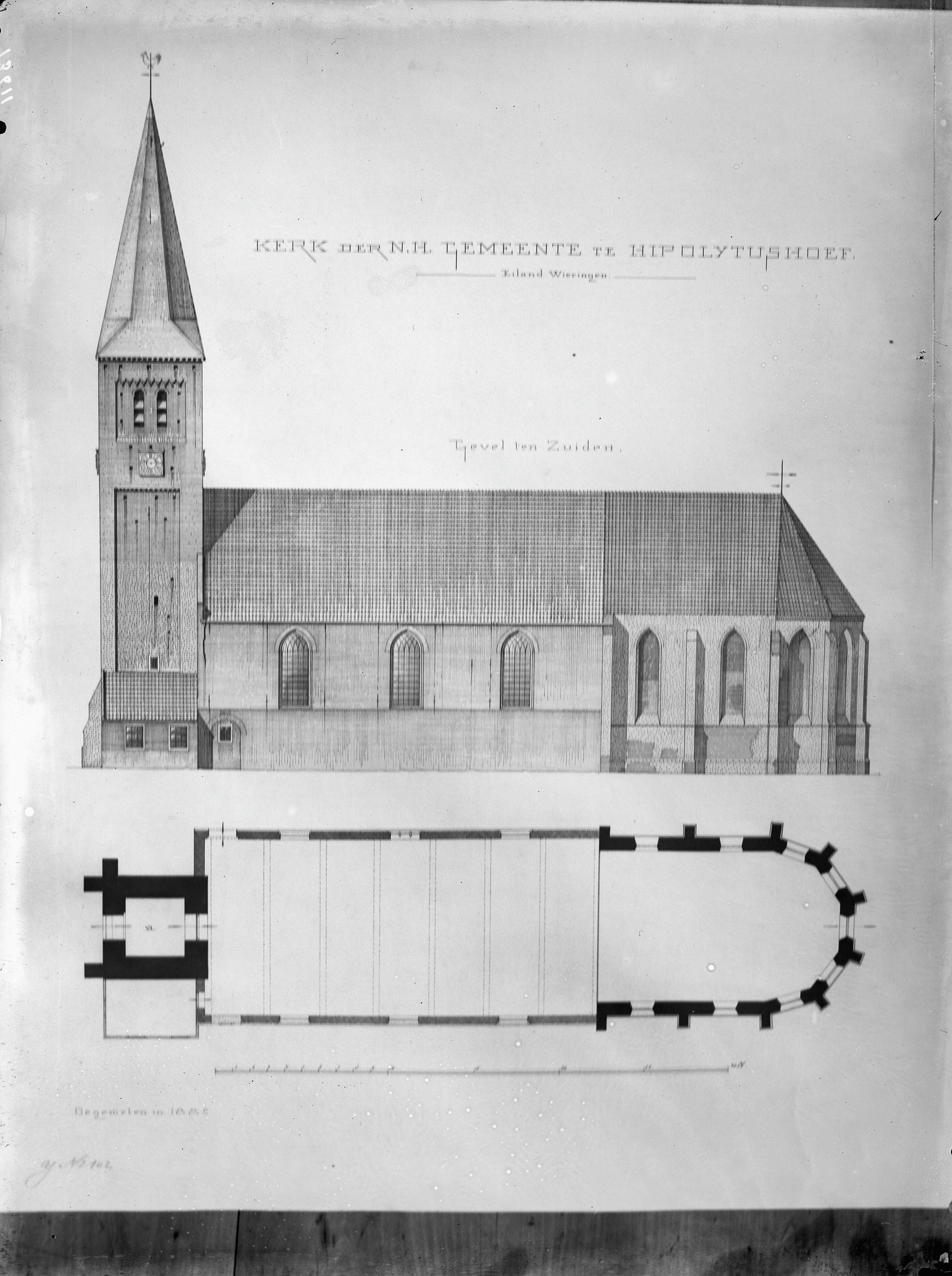
Plattegrond van de Hippolytuskerk
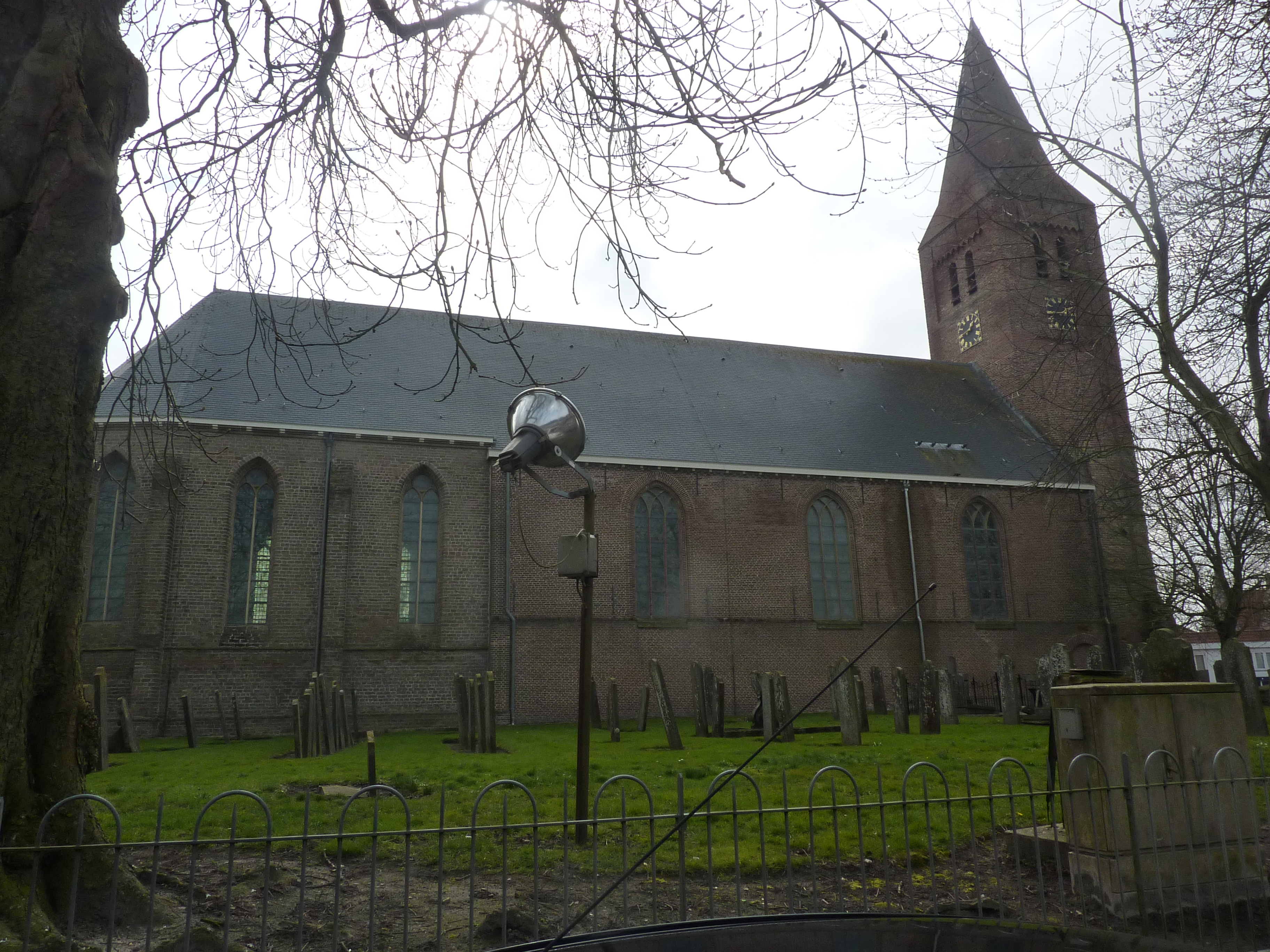
Exterieur